# Назо
Назо (итал. Naso) је насеље у Италији у округу Месина, региону Сицилија.
Према процени из 2011. у насељу је живело 1051 становника. Насеље се налази на надморској висини од 464 м.

## Становништво
Према резултатима пописа становништва 2011. у општини је живело 4.015 становника.
| 1931. | 1936. | 1951. | 1961. | 1971. | 1981. | 1991. | 2001. | 2011. |
| ----- | ----- | ----- | ----- | ----- | ----- | ----- | ----- | ----- |
| 8.209 | 8.257 | 8.098 | 7.380 | 6.471 | 5.619 | 4.741 | 4.512 | 4.015 |

## Партнерски градови
- Conversano